# Maximilian von Weichs
Maximilian Maria Joseph Karl Gabriel Lamoral říšský svobodný pán von und zu Weichs an der Glonn (12. listopadu 1881 Dessau – 27. června 1954 blízko Bonnu) byl veterán první světové války a polní maršál německého Wehrmachtu za druhé světové války. Mimo jiné to byl držitel rytířského kříže s dubovými ratolestmi.

## Životopis
Pocházel ze šlechtické rodiny jeho otec byl vrchní podkoní anhaltského vévody. V roce 1900 nastoupil jako praporčík k bavorskému těžkému jezdectvu. V roce 1902 byl povýšen na poručíka. V letech 1910 až 1913 studoval Bavorskou válečnou akademii. Poté byl převelen ke generálnímu štábu do Mnichova. V roce 1914 byl povýšen na kapitána. V první světové válce sloužil jako nižší důstojník u jezdectva, zúčastnil se bojů na západní frontě v Champagne a ve Vogézách. Po válce vstoupil do Reichswehru. V letech 1920 až 1923 byl štábním důstojník v Kasselu u 3. jezdecké divize. Do roku 1928 byl instruktorem na pěchotní vojenské škole v Ohrdrufu. Ve stejném roce byl povýšen na podplukovníka a převzal velení 18. pluku ve Stuttgartu. Od podzimu 1930 působil ve funkci náčelníka štábu 1. jezdecké divize. Na jaře 1933 byl již velitelem 3. jezdecké divize, kterou v říjnu 1935 reorganizoval na 1. tankovou divizi. V roce 1936 byl jmenován generálem jezdectva. V září 1937 se stal velitelem XIII. armádního sboru v Norimberku. V roce 1939 se zúčastnil s XIII. sborem obsazení Čech a Moravy.
Během invaze do Polska bojoval jeho XIII. sbor v uskupení 8. armády. Poté v říjnu 1939  převzal velení 2. armády, která byla umístěna na západní frontě. Jako její velitel se účastnil bitvy o Francii i invaze do Jugoslávie. Během Operace Barbarossa byla jeho 2. armáda v záloze OKH, později nasazena v oblasti Kurska. Během Operace Blau, byla 2. armáda nasazena na severním křídle a následně uvázla v bojích u Voroněže. Díky dlouhým bezvýsledným bojům o Voroněž byl Fedor von Bock sesazen z velení Skupiny armád Jih a následně bylo toto velitelství rozděleno na Skupinu armád A (velel jí přímo Adolf Hitler) směřující na Kavkaz a Skupinu armád B směřující podél Donu ke Stalingradu. Velitelem Skupiny armád B byl vybrán von Weichs.
Jeho Skupinu armád B tvořily jen dvě německé armády (jeho původní 2. armáda a 6. armáda) a čtyři armády spojenců Německa (dvě rumunské armády, jedna italská a jedna maďarská), příležitostně byla Skupina armád B posílena 4. tankovou armádou od Skupiny armád A. Zatímco všechny jeho armády „hlídaly“ severní a jižní křídlo 6. armády, která bojovala o Stalingrad, chystali sověti velkou zimní protiofenzívu. Sovětská Operace Uran nejprve rozbila obě rumunské armády na křídlech 6. armády, čímž zůstala 6. armáda u Stalingradu obklíčena. Později se operace rozšířila a stejně jako rumunské armády, byly i italská a následně maďarská armáda rychle zničeny a neschopny dalšího odporu. I von Weichsova původní 2. armáda byla za velkých ztrát nucena ustoupit od Voroněže a vyklidit Kursk. Po zahájení sovětské zimní ofenzívy byla vytvořena nová Skupina armád Don (mezi von Kleistovou Sk. arm. A a Sk. arm. B), pod vedením polního maršála Mansteina, která měla zprvu jen 4. tankovou armádu a roztříštěné síly rumunských armád. Této Skupině armád byl stanoven úkol osvobodit 6. armádu u Stalingradu. Ve výsledku byla ale nucena Skupina armád Don své síly tříštit na udržení úseků fronty hroutících se spojeneckých armád u Sk. arm. B.
V lednu 1943 zbyla von Weichsovi z jeho Skupiny armád B jen vyčerpaná 2. armáda a trosky původních spojeneckých divizí. Dva dny po kapitulaci Pauluse (velitele 6. armády), jej Hitler 1. února 1943 jmenoval polním maršálem. Krátce na to bylo velitelství Skupiny armád B staženo do týlu, jeho zbylé jednotky rozděleny mezi Skupinu armád Střed a Skupinu armád Jih přejmenovanou ze Skupiny armád Don.
V červenci 1943 bylo von Weichsovi svěřeno velení nad Skupinou armád F na balkánském bojišti a od srpna téhož roku byl zároveň velitelem Hlavního velitelství Jihovýchod. Zde se účastnil bojů v Řecku a Jugoslávii až do března 1945, kdy byl poslán do důchodu.
V květnu 1945 jej zajali Američané a v tzv. Jihovýchodním procesu patřil mezi obžalované, pro špatný zdravotní stav však byl ještě před zahájením svého procesu propuštěn.

## Povýšení a vyznamenání
Data povýšení
- Fahnenjunker-Unteroffizier – 15. červenec 1900
- Poručík – 12. březen 1902
- Nadporučík – ?
- Kapitán – 1914
- Major – 1. únor 1921
- Podplukovník – 1. únor 1928
- Plukovník – 1. listopad 1930
- Generálmajor – 1. duben 1933
- Generálporučík – 1. duben 1935
- Generál jezdectva – 1. říjen 1936
- Generálplukovník – 19. července 1940
- Polní maršál – 1. února 1943

Vyznamenání
- Rytířský kříž – 29. červen, 1940
- Dubové ratolesti k rytířskému kříži – 5. únor, 1945
- Železný kříž I. třídy – 12. listopad, 1915
- Železný kříž II. třídy – 20. září, 1914
- Spona k železnému kříži II. třídy – 18. září, 1939
- Spona k železnému kříži I. třídy – 29. září, 1939
- Sudetská pamětní medaile se sponou "Pražský Hrad" – 1938
- Medaile za východní frontu – 1942
- Kříž cti – 1934
- |  |  |  Služební vyznamenání Wehrmachtu, od IV. do I. třídy
- Královský bavorský válečný záslužný řád IV. třídy s meči (první světová válka)
- Královský bavorský služební kříž II. třídy (první světová válka)
- Zmíněn ve Wehrmachtbericht – 11. duben, 1941; 7. srpen, 1941; 23. září, 1941; 18. říjen, 1941; 19. říjen, 1941; 10. září, 1943; 19. leden, 1944